# Kościół św. Joachima w Krzyżanowicach
Kościół św. Joachima w Krzyżanowicach – rzymskokatolicki kościół parafialny znajdujący się w Krzyżanowicach w powiecie bocheńskim województwa małopolskiego.

## Historia kościoła

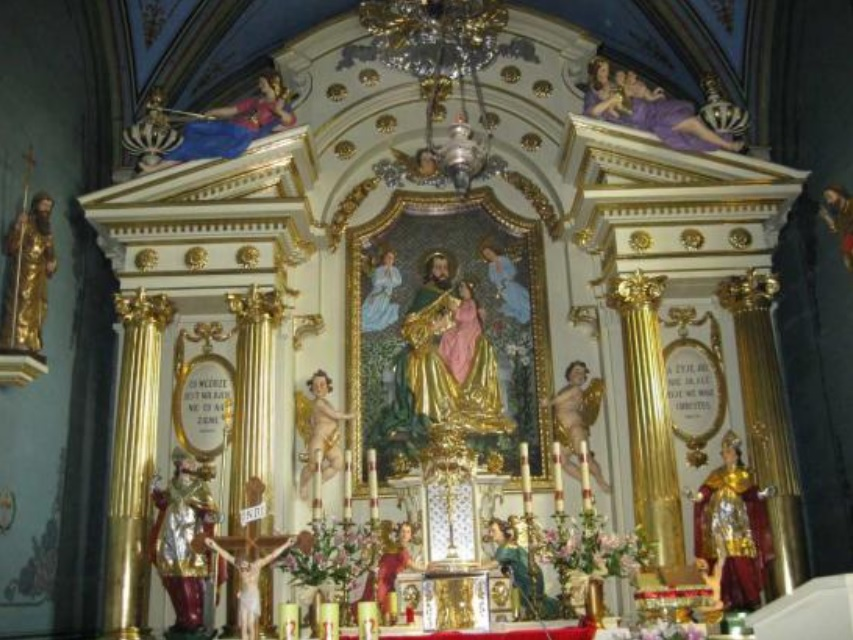
Ołtarz - Krzyżanowice

Parafia powstała tu już na początku XIV w., co potwierdzają rachunki świętopietrza zachowane od 1325 roku. Niektóre wzmianki z XV wieku mówią o tym, iż pierwotny drewniany kościół był pod wezwaniem Św. Ducha. Kościół św. Joachima powstał prawdopodobnie w 1746 r. (według niektórych źródeł w 1699 roku). Został zbudowany w Bochni, a do Krzyżanowic przeniesiono go w 1794 roku. 
Wewnątrz tej jednonawowej świątyni znajduje się polichromia figuralna z XIX w., dzieło Jakuba Gucwy. Klasycystyczne ołtarze – główny i boczne – pochodzą z XIX wieku. W głównym ołtarzu widnieje wykonana przez Franciszka Adamka płaskorzeźba św. Joachima. W bocznych znajdują się płaskorzeźba Serca Pana Jezusa (koniec XIX w.) oraz obraz Matki Bożej z Dzieciątkiem (z przełomu XVIII i XIX wieku). Najstarszym zabytkiem jest kamienna gotycka chrzcielnica z I połowy XVI wieku.
Przy kościele stoi XVIII-wieczna drewniana dzwonnica. W 2020 r. podjęto się generalnych prac konserwatorskich, które objęły wymianę gontu i odeskowanie ścian dzwonnicy oraz wymianę zniszczonych krokiew pod kulą. Zabytkowy szkielet został wyczyszczony i zabezpieczony.